# مارسيلو رومو
مارسيلو رومو (بالإسبانية: Marcelo Romo)‏ هو مخرج وممثل تشيلي، ولد في 23 أبريل 1941 بسانتياغو في تشيلي، وتوفي بنفس المكان في 23 يناير 2018 بسبب مرض آلزهايمر. بدأ مشواره المهني سنة 1969.

## وصلات خارجية
- مارسيلو رومو على موقع IMDb (الإنجليزية)
- مارسيلو رومو على موقع قاعدة بيانات الفيلم (الإنجليزية)